# Гущино (Торопецкий район)
Гущино — деревня в Торопецком районе Тверской области России. Входит в состав Скворцовского сельского поселения.

## История
На топографической карте Фёдора Шуберта 1867—1906 годов обозначена деревня Гущина. Имела 6 дворов.
В списке населённых мест Торопецкого уезда Псковской губернии за 1885 год значится деревня Гущино (№13396). Располагалась при колодце в 22 верстах от уездного города. Имела 2 двора и 13 жителей.

## География
Деревня расположена в юго-западной части района; расстояние до районного центра, города Торопец, составляет 22 километра. К востоку от деревни протекает ручей Старый, приток Добшы. Ближайшие населённые пункты — деревни Голаново и Поташово.

### Климат
Деревня, как и весь район, относится к умеренному поясу северного полушария и находится в области переходного климата от океанического к материковому. Лето с температурным режимом +15…+20 °С (днём +20…+25 °С), зима умеренно-морозная −10…−15 °С; при вторжении арктических воздушных масс до −30…-40 °С.
Среднегодовая скорость ветра 3,5—4,2 метра в секунду.

### Часовой пояс
Деревня Гущино, как и вся Тверская область находится в часовой зоне МСК (московское время). Смещение применяемого времени относительно UTC составляет +3:00.

## Население
| 2010 |
| ---- |
| 22   |

Национальный состав
Согласно результатам переписи 2002 года, в национальной структуре населения русские составляли 94 % от жителей.